# Беременность в результате изнасилования
По данным современных научных исследований, вероятность наступления беременности в результате изнасилования женщины — примерно такая же, как при добровольном половом акте. Но на протяжении столетий господствовали ошибочные представления об этом, и большинство европейских учёных и юристов считали, что при изнасиловании наступление беременности очень маловероятно либо вообще невозможно. В средневековой Европе вплоть до начала XVIII века мужчина, обвиняемый в изнасиловании, мог использовать беременность потерпевшей как аргумент в пользу своей невиновности, потому что считалось, что если женщина забеременела — значит, она получала удовольствие от секса и, следовательно, добровольно согласилась на это. Но и в XX—XXI веке отдельные противники абортов, например Тодд Акин или Русская православная церковь, продолжали утверждать подобное и выступали за полный запрет прерывания беременности даже в случае изнасилования.
Беременность, наступившая в результате изнасилования, может иметь серьёзные негативные последствия как для потерпевшей, так и для зачатого при изнасиловании ребёнка. В ряде стран, где аборты запрещены даже в случае изнасилования или инцеста, свыше 90 % ранних беременностей (в возрасте 15 лет и менее) случаются в результате изнасилования девушки родственниками. Но и в странах с репродуктивной свободой и развитой медициной забеременевшая от изнасилования всегда оказывается перед нелёгким выбором между абортом, отказом от ребёнка и жизнью с таким ребёнком.
Особенно остро проблема беременности от изнасилования стоит во время вооружённых конфликтов, часто сопровождающихся массовыми изнасилованиями, в случае применения массового насилия для этнических чисток и в некоторых других случаях: изнасилования иностранцем, растления малолетней, инцеста, подростковой беременности.

## История

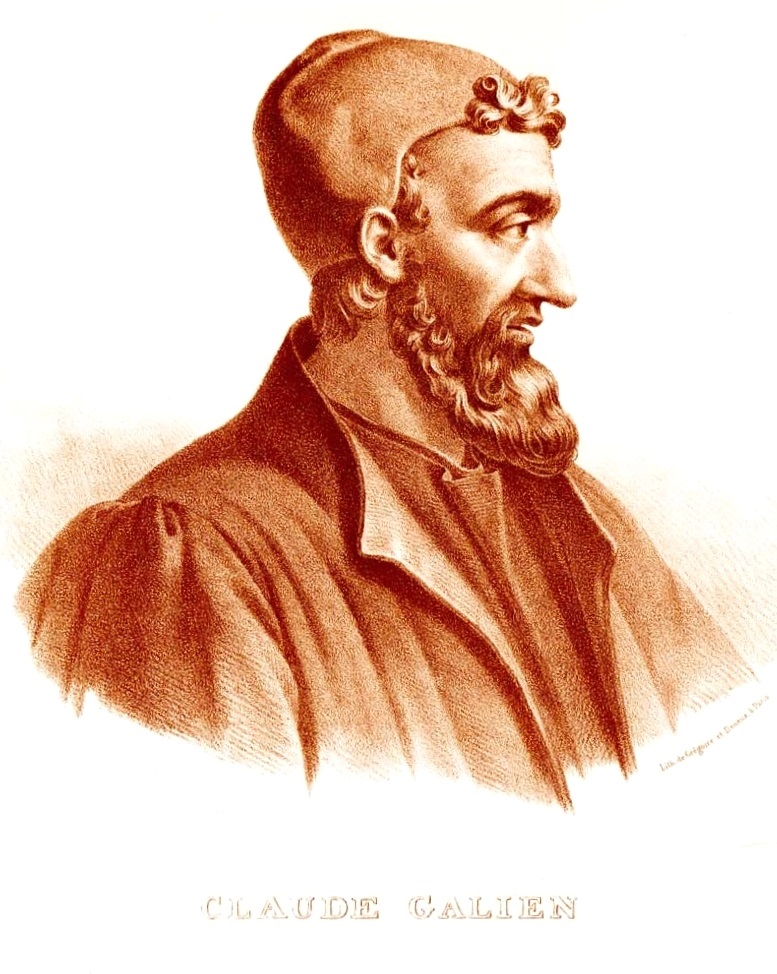
Древнегреческий врач Гален считал, что женщина не может зачать, не получив удовольствия

В отличие от сегодняшнего дня с достигнутым научным консенсусом о том, что вероятность зачатия при изнасиловании не меньше, чем при добровольном половом акте, на протяжении столетий многие люди, в том числе юристы и медики, ошибочно полагали, что изнасилование не может привести к беременности. Даже знаменитый античный врач и учёный Гален считал, что женщина должна испытать удовольствие, чтобы выделить «семя» и забеременеть, а от насильственного полового акта получить удовольствие невозможно. Это неверное утверждение, записанное в работах Галена, оказывало влияние на умы и в средневековой Европе, и позднее в колониальной Америке. Не зная, как функционирует репродуктивная система женщины, думали, что женские половые органы — это «инвертированные» мужские, а потому у женщины семенная жидкость также может выделяться только во время оргазма и только в этом случае возможно зачатие.
И через несколько столетий после Галена утверждение о том, что женщина не может зачать против её желания, оставалось вполне обычным и даже узаконенным; на суде мужчина, обвиняемый в изнасиловании, мог даже использовать начавшуюся в подходящее время беременность потерпевшей как доказательство своей невиновности в этом преступлении. Это было кодифицировано в юридических трактатах средневековой Британии «Флета» (англ. Fleta) и Бриттон (англ. Britton). В «Бриттоне» говорилось:

Если ответчик признаёт факт [полового сношения с потерпевшей], но заявляет, что она зачала от него, и может это доказать, то наша воля — признать его невиновным, потому что ни одна женщина не может зачать, не дав согласия.
Оригинальный текст (англ.)If the defendant confesses the fact, but says that the woman at the same time conceived by him, and can prove it, then our will is that it be adjudged no felony, because no woman can conceive if she does not consent.

Исследователь средневековой литературы Корин Сандерс (Corinne Saunders) признаёт, что сложно определить, насколько широко распространено было это мнение о том, что беременность подразумевает согласие, но заключает, что оно оказало влияние «по крайней мере на некоторых судей», приводя в пример дело, рассмотренное в 1313 году в Кенте.
К концу 1700-х годов среди учёных уже не было консенсуса о том, что забеременеть без удовольствия нельзя, но в целом в обществе этого мнения по-прежнему придерживалось большинство.
В 1795 году в «Трактате Хокинса о судебных процессах» (англ. Hawkins' Treatise of Pleas of the Crown) ставится под сомнение убеждённость в юридической полезности и биологической достоверности:

Хоть некоторые и говорили, что принуждение женщины не является изнасилованием, если она зачала в это время, потому что если она не давала согласия, то и не могла бы зачать — такое мнение представляется очень сомнительным, не только потому, что последующее согласие никоим образом не смягчает вину за предшествующее насилие, но ещё и потому, что если придётся доказывать, что женщина не забеременела — это будет означать, что преступника нельзя привлекать к суду до тех пор, пока не станет очевидным, забеременела она или нет, и также потому, что философия этой точки зрения может быть очень сомнительной.
Оригинальный текст (англ.)Also it hath been said by some to be no rape to force a woman who conceives at the time; for it is said, that if she had not consented, she could not have conceived, but this opinion seems very questionable, not only because the previous violence is no way extenuated by such a subsequent consent, but also because, if it were necessary to shew that the woman did not conceive, the offender could not be tried till such time as it might appear whether she did or did not, and likewise because the philosophy of this notion may very well be doubted of.

В 1814 году Сэмюэл Фарр (англ. Samuel Farr) в работе «Элементы медицинской юриспруденции» (англ. Elements of Medical Jurisprudence) утверждал, что зачатие «вероятно» не может произойти, если женщина не испытала «наслаждение», а потому «абсолютное изнасилование» вряд ли приведёт к беременности.
С другой стороны, в 1820 году на Территории Арканзас в США был судебный процесс, в котором мужчина попытался опровергнуть предъявленное ему обвинение в изнасиловании на том основании, что потерпевшая забеременела, а значит, половой акт был добровольным. Однако суд не принял этот аргумент и постановил:

Сейчас уже полностью опровергнута древняя предубеждённость в том, что если женщина забеременела, то не могло быть изнасилования, потому что для зачатия она должна дать согласие. Зачатие, как это хорошо известно, не зависит от согласия женщины или насилия над ней. Если репродуктивные органы находятся в подходящем состоянии, оно произойдёт столь же легко, как и при добровольном половом акте.
Оригинальный текст (англ.)The old notion that if the woman conceive, it could not be a rape, because she must have in such case have consented, is quite exploded.  Impregnation, it is well known, does not depend on the consciousness or volition of the female. If the uterine organs be in a condition favorable to impregnation, this may take place as readily as if the intercourse was voluntary.

## Современные данные о беременностях в результате изнасилований

### Вероятность наступления беременности
Любая женщина, способная к овуляции, может забеременеть после изнасилования плодовитым мужчиной.
Существуют весьма различные оценки количества беременностей, наступивших в результате изнасилований. По недавним исследованиям, в США таких случаев — от 25 до 32 тысяч в год. Согласно опубликованному в 1996 году трёхлетнему лонгитюдному исследованию врача Мелисы Холмс (англ. Melisa Holmes), проведённому в отношении 4000 американских женщин, в среднем за год в США происходит 32 000 зачатий в недобровольных половых актах. Врач Фелиция Х. Стюарт (Felicia H. Stewart) и экономист Джеймс Трассел (James Trussell) утверждают, что в 1998 году в США было зарегистрировано 333 000 изнасилований и покушений на изнасилование, в результате которых наступило около 25 000 беременностей, но большинство (22 000) из них были прерваны на самой ранней стадии с помощью экстренной контрацепции.
Среди женщин, обратившихся в суд за защитой от насилия со стороны своих половых партнёров и получивших охранные судебные приказы, 68 % заявили о сексуальном насилии, а 20 % — о наступлении беременности в результате изнасилования партнёром.
Исследование 44 случаев наступления беременности в результате изнасилования, проведённое в 1996 году в США, обнаружило наступление беременности в 5,0 % изнасилований женщин репродуктивного возраста (от 12 до 45 лет). Исследование 1987 года показало ту же частоту наступления беременности — 5 % — среди подвергшихся изнасилованию студенток колледжей в возрасте от 18 до 24 лет. И по данным исследований 2005 года, вероятность забеременеть от изнасилования составляет 3—5 %.
Исследование в Эфиопии показало, что 17 % изнасилованных девушек-подростков становятся беременными. По данным кризисных центров помощи жертвам насилия в Мексике, вероятность забеременеть от изнасилования составляет 15—18 %. Другие исследователи сомневаются в достоверности этих данных потому, что многие потерпевшие не заявляют об изнасиловании в правоохранительные органы и не обращаются за помощью в другие организации, а те из них, которые от изнасилования не забеременели, могут заявлять ещё реже, чем забеременевшие.
Хотя в большинстве исследований утверждается, что вероятность зачатия не зависит от того, был ли половой акт добровольным или насильственным, в некоторых высказываются предположения, что в случае изнасилования она может оказаться выше или ниже.
Психолог Роберт Л. Смит (англ. Robert L. Smith) отмечает, что, по данным некоторых исследований, частота зачатий от изнасилований необычно высока. Он цитирует работу К. А. и Беатрис Фокс (C.A. Fox and Beatrice Fox), а те, в свою очередь, ссылаются на биолога Алана Стерлинга Паркса (Alan Sterling Parkes), который в личной переписке написал им, что «вероятность зачатия от изнасилования высока потому, что от страха или гнева происходит выброс гормонов, способствующих овуляции». Также Смит цитирует учёного ветеринара Вольфанга Йошли (нем. Wolfgang Jöchle), который «полагает, что изнасилование может стимулировать овуляцию у человеческих женщин». В 2003 году литератор Джонатан Готтшолл (англ. Jonathan Gottschall) и экономист Тифани Готтшолл (Tiffani Gottschall) в статье в журнале Human Nature утверждали, что данные предыдущих исследований статистики беременностей от изнасилования нельзя напрямую сравнивать с частотой зачатий при добровольных половых актах, потому что не учитывается влияние использования контрацепции. С учётом данного фактора, эти авторы устанавливают, что относительная частота зачатий при изнасилованиях составляет 7,98 %, что вдвое превышает эту частоту при добровольном традиционном незащищённом половом акте (2—4 %). Они приводят различные возможные объяснения и развивают гипотезу о том, что существуют некие едва различимые признаки овуляции или биологические «знаки высокой плодовитости» женщины, которые и привлекают к ней насильников.
В то же время психологи Тара Чаванн (Tara Chavanne) и Гордон Гэллап Др. (Gordon Gallup Jr.), ссылаясь на неопубликованные диссертации Роджела и Моргана, утверждают, что во время середины менструального цикла (10—22 дни), когда вероятность зачатия наибольшая, женщины существенно реже подвергаются насилию, чем в другие дни, и выдвигают гипотезу о том, что в эти дни женщина инстинктивно делается более осторожной и менее склонной к рискованному поведению. В 1995 году было проведено исследование женщин, у которых вскоре после изнасилования обнаружилась беременность; выяснилось, что 60 % из них забеременели не от изнасилования, а от другого — добровольного — полового акта. Антрополог Дэниел Фесслер (англ. Daniel Fessler) оспаривает эти данные и утверждает, что «анализ частоты зачатия показывает, что вероятности зачатия при изнасиловании и при добровольном половом акте не отличаются».
Утверждение, что изнасилование снижает вероятность наступления беременности, часто обосновывают тем известным фактом, что хронический стресс может снизить фертильность женщины на длительное время. Однако сегодня существует научный консенсус о том, что таким действием обладает именно длительный хронический стресс, а острая стрессовая реакция на изнасилование не может остановить уже начавшуюся овуляцию.

### Течение и последствия беременности
Доля беременностей от изнасилования, заканчивающихся абортами, сильно варьируется в разных культурах и странах. В странах, где аборты запрещены, потерпевшей часто приходится рожать нежеланного ребёнка либо тайком делать нелегальный аборт, зачастую очень опасный для жизни и здоровья. Но другие, наоборот, категорически отказываются делать аборт по религиозным или культурным соображениям. Примерно треть беременностей, наступивших в результате изнасилования, обнаруживаются только во втором триместре, когда делать аборт может быть слишком поздно по юридическим и медицинским причинам.
В 1987 году в США из 1900 опрошенных женщин только 1 % указали в качестве причины совершения аборта изнасилование или инцест; 95 % указали другие причины.
Исследование в 1996 году в США, проведённое среди женщин, указавших изнасилование в качестве причины наступления беременности, показало, что 50 % тех беременностей закончились абортами, 12 % — выкидышами, 38 % — рождением живого ребёнка. По данным «Радио ООН» 2013 года, уже только 15—20 % забеременевших от изнасилования американок делают аборты, четверть отдают ребёнка на усыновление и половина — оставляют.
Иная ситуация в Перу, где аборты запрещены даже в случаях изнасилования малолетних. В Лиме 90 % женщин в возрасте от 12 до 16 лет, забеременевших в результате изнасилований, вынашивают и рожают ребёнка. Среди детей, зачатых от изнасилования, доля отдаваемых на усыновление составляет, по данным разных исследований, от 6 до 26 %, притом, что среди всех новорожденных усыновляемых около 1 %.
По последним опубликованным данным Департамента ООН по экономическим и социальным вопросам, в 2013 году прерывание беременности, наступившей в результате изнасилования или инцеста, было разрешено в 99 странах и запрещено в 96. В целом в мире отмечалась тенденция к либерализации законодательства в этом вопросе: с 1996 по 2011 год доля стран, разрешающих аборты в случае изнасилования или инцеста, увеличилась с 41 до 50 %, а доля населения этих стран в мировом населении — с 72 до 74 %. Багамские острова, Бахрейн, Бенин, Бутан, Буркина Фасо, Колумбия, Гвинея, Индонезия, Мали, Монако, Непал, Острова Кука, Сент-Китс и Невис, Сент-Люсия, Того, Уругвай, Фиджи, Швейцария, Эритрея и Эфиопия в период с 1996 по 2011 год легализовали такие аборты либо упростили доступ к ним, но в эти же годы Алжир, Белиз, Ирак и Эквадор их запретили либо ввели дополнительные ограничения. В Польше полный запрет абортов был принят осенью 2016 года, хотя в 2013 году аборты там разрешались в случаях изнасилования, инцеста и по медицинским показаниям.

### Социобиологические теории
См. также: Социобиологические теории изнасилования (англ. Sociobiological theories of rape)
Социобиологи и эволюционные психологи высказывают гипотезы о том, что принудительная беременность могла быть частью естественной брачной системы людей, дающей возможность мужчине обеспечить выживание своих генов в будущих поколениях. Известными популяризаторами такой гипотезы стали Рэнди Торнхилл (англ. Randy Thornhill) и Крейг Т. Палмер (Craig T. Palmer). Этим, по их мнению, объясняется то, что большинство жертв изнасилования — это женщины детородного возраста, и то, что во многих культурах изнасилование женщины рассматривается как преступление против её мужа. Ещё они утверждают, что уже подвергавшаяся насилию женщина испытывает меньшие эмоциональные страдания при повторных изнасилованиях, что замужние женщины и все женщины детородного возраста переживают изнасилование легче, чем девушки, одинокие женщины или женщины в менопаузе. Вероятность наступления беременности от изнасилования играет ключевую роль в проверке этих гипотез, поскольку от неё зависит, будет ли такое половое поведение закреплено либо отброшено в процессе естественного отбора.

### Растление, инцест, ранняя беременность
В 1995—1996 годах журнал Family Planning Perspectives опубликовал исследование проблемы беременности, наступившей в результате растления (полового сношения взрослого с малолетним), проведённое «Институтом Гуттмахера». С использованием данных другого исследования были сделаны выводы о том, что отцами не менее чем половины детей, рождённых малолетними матерями, являются взрослые мужчины и что среди тринадцати-четырнадцатилетних женщин, начавших половую жизнь в раннем возрасте, относительно немногие сделали это добровольно. Большинство (60 % женщин, вступивших в половую связь до 15 лет, и 74 % женщин, имевших первый контакт до 14 лет) подвергались принуждению. В большинстве стран любая половая связь взрослого мужчины с женщиной такого возраста считается преступлением, но раскрываемость таких преступлений низкая даже в развитых странах. Так, в Калифорнии за период с 1975 по 1978 год в среднем ежегодно отмечалось около 50 тыс. подростковых беременностей и всего 413 мужчин привлекались к ответственности за растление и изнасилование малолетних. В этом штате примерно две трети детей, рождённых матерями школьного возраста, были зачаты от взрослых мужчин.
Женщины, подвергавшиеся сексуальным злоупотреблениям в юности, в дальнейшем оказываются менее склонными контролировать свою половую жизнь, реже пользуются презервативами и другими средствами контрацепции, у них чаще случаются незапланированные беременности и заболевания, передающиеся половым путём. В 2007 году организация Child Trends опубликовала данные исследований 2000—2006 годов о связи между сексуальными злоупотреблениями и подростковой беременностью, начиная с метаанализа 15 исследований (с 1989 г.), проведённого в 2002 году Блинном-Пайком и другими (Blinn-Pike et al.). Установлена «значительная ассоциация» (англ. significant association) между сексуальными злоупотреблениями в отношении малолетних и подростковыми беременностями. Прямые связи были установлены как в ходе ретроспективных исследований обстоятельств, предшествующих зарегистрированным беременностям, так и в ходе проспективных исследований дальнейшей жизни жертв сексуального насилия; эти исследования могут быть полезными в определении причинности:3. При наиболее тяжёлых сексуальных злоупотреблениях, таких как изнасилования и инцесты, существует больший риск подростковой беременности:4. В то же время некоторые исследователи утверждают, что беременность может быть и сознательным выбором, позволяющим избежать «худшей ситуации», и прямым результатом насильственного полового акта (последнее выявлено у 13 % участниц родительской программы Техаса:4).
В Никарагуа с 2000 по 2010 год зарегистрировано 172 535 рождений детей матерями моложе 14 лет, что составляет 13 % от 1,3 млн. детей, родившихся в эти годы, в стране с населением 5,8 млн. человек. Столь высокая доля молодых матерей связана с бедностью, запретом абортов в случаях изнасилования и инцеста, недоступностью правосудия, верованиями, закрепившимися в законе и культуре. Исследование 1992 года в Перу показало, что 90 % детей, родившихся у матерей возрастом от 12 до 16 лет, были зачаты от изнасилования и насильником чаще всего оказывался отец, отчим или другой близкий родственник потерпевшей. В Коста-Рике в 1991 году обнаружилась сходная картина: 95 % матерей до 15 лет забеременели от изнасилований.
Среди самых молодых известных в истории матерей большинство забеременели от изнасилования (в том числе насильственного инцеста). Но у самой юной из них, перуанки Лины Медины, родившей в возрасте пяти лет семи месяцев в 1939 году живого ребёнка, обстоятельства зачатия и отец этого ребёнка так и остались неизвестными.

## Медицинская и психологическая помощь потерпевшим
По правилам оказания первой помощи жертвам изнасилований, врачи должны оценивать вероятность наступления беременности в ходе оценки степени причинённого вреда здоровью женщины. В том числе требуется по возможности установить, использовала ли потерпевшая до изнасилования средства контроля рождаемости и если да, то когда и какие. Также обычно требуется обеспечить доступ к экстренной контрацепции и проводить с потерпевший консультацию по вопросу о сохранении либо прерывании беременности (в странах, где аборты разрешены).
Применение высоких доз эстрогенов в таблетках для экстренной контрацепции в случаях изнасилования началось в порядке эксперимента в 1960-х годах. В 1972 году канадский врач А. А. Юзпе (англ. Yuzpe) и его коллеги начали систематические исследования применения этинилэстрадиола и норгестрела (англ. norgestrel) для экстренной контрацепции в случае изнасилования. Было установлено, что применение этих средств снижает частоту беременностей от изнасилования на 84 %. Этот метод получил название «Режим Юзпе» (англ. Yuzpe regimen). Но перед применением всех этих мер предотвращения беременности следует провести тест на беременность по хорионическому гонадотропину, чтобы определить, не была ли потерпевшая уже беременной в момент изнасилования. Притом следует учитывать, что в первые 48 часов после зачатия этот тест не может обнаружить беременность и даст в любом случае отрицательный результат; в таких случаях можно провести повторное обследование через две недели, когда определение беременности будет надёжным.
После оказания неотложной медицинской помощи потерпевшей предоставляется информация о беременности и других выявленных у неё или возможных последствиях изнасилования, таких как заражение инфекционными заболеваниями и эмоциональная травма. Для многих забеременевших от изнасилования психологически очень тяжёл выбор между абортом, отказом от ребёнка и жизнью с таким ребёнком, а у некоторых и выбора фактически нет.

## Дети изнасилований
Убийство матерью ребёнка, зачатого от изнасилования, было довольно распространено в различные времена. В античности и в средневековье такое детоубийство во многих странах не считалось преступлением; в средневековой Европе наказание за него ограничивалось церковной епитимьей. И сейчас причиной убийства матерью новорождённого ребёнка в первые 24 часа его жизни чаще всего оказывается зачатие от изнасилования в сочетании с другими обстоятельствами и психологическими факторами. Некоторые из потерпевших из-за эмоциональной травмы начинают употреблять алкоголь или наркотики во время беременности, что может нанести значительный вред плоду.
Если женщина выбирает рожать и воспитывать ребёнка, зачатого в результате изнасилования, повышенный риск возникновения психологических проблем в отношениях между матерью и ребёнком существует, но нельзя утверждать, что такие проблемы неизбежно возникнут. Матери может быть трудно принять такого ребёнка, а в некоторых обществах и мать, и ребёнок могут подвергнуться остракизму.
Дети, рождённые в результате изнасилований во время войны, часто резко отвергаются обществом и стигматизируются, потому что ассоциируются с врагом; в более тяжких случаях таких детей фактически могут лишить базовых прав и даже убить. Больший риск подвергнуться такому существует для «видимых полукровок», например «полуарабов», родившихся от изнасилований джанджавидами женщин в Дарфуре. Порой даже мать, травмированная изнасилованием, войной и пленом, относится с пренебрежением к такому ребёнку или оказывается неспособной обеспечить ему надлежащий уход и питание.
В ряде стран и регионов возможны юридические проблемы. В большинстве штатов США насильник, являющийся биологическим отцом ребёнка, имеет родительские права на него. В работе исследователя права Шоны Превитт (Shauna Prewitt) было показано, что продолжение общения с насильником наносит вред потерпевшей, решившей сохранить и оставить ребёнка. В 2012 году Шона Превитт обнаружила, что в 31 штате насильник может иметь право свидания с ребёнком и опеки над ним.

## Отношение религий
И католическая, и православная церковь выступают категорически против любых абортов, в том числе при беременности от изнасилования, но допускают отказ от ребёнка в этом случае.
По данным историка Иан Талбот, в мусульманских странах с законами шариата к беременности от изнасилования применяется стих второй суры Ан-Нур. Поэтому «закон признаёт допустимым доказательством вины в совершении любого полового преступления либо признание самого виновного, либо свидетельство четырёх надлежащих (салах) свидетелей, которые должны быть мусульманами мужского пола. В случае признания мужчиной своей вины достаточно устного признания. В качестве доказательства вины женщины [в прелюбодеянии] могут быть использованы данные медицинского обследования или наступление беременности».
В некоторых мусульманских обществах жертвы изнасилования, особенно забеременевшие, подвергаются убийствам чести.

## Отношение общественно-политических деятелей

### Международные организации
Совет ООН по правам человека признал принуждение женщины, забеременевшей в результате изнасилования, к вынашиванию и рождению ребёнка — одной из разновидностей пыток либо бесчеловечного, жестокого и унижающего достоинство обращения или наказания. Той же позиции придерживается и Amnesty International, в частности, в истории с 10-летней девочкой в Парагвае, забеременевшей после изнасилования отчимом. В той стране аборт разрешается только в случае, если продолжение беременности угрожает жизни матери, но не в случае наступления беременности в результате изнасилования. Мать той девочки была арестована за то, что не смогла уберечь дочь от изнасилования, сама девочка помещена в специальный центр юных матерей. Обследовавшие её врачи сочли беременность недостаточно угрожающей жизни матери. В итоге та беременность завершилась благополучными родами, а запрет на аборты в Парагвае остался без изменений.

### Общественно-политические дискуссии об абортах
См. также: Дискуссии об изнасиловании и беременности на выборах США 2012 года
Вопросы о допустимости абортов вообще и в случае наступления беременности в результате изнасилования в частности являются предметом уже давней политической дискуссии между Республиканской и Демократической партиями США: республиканцы последовательно выступают за конституционный запрет абортов, а демократы считают их неотъемлемым правом женщин.
Научно необоснованная убеждённость в том, что наступление беременности в результате изнасилования невозможно или крайне маловероятно, по-прежнему поддерживалась некоторыми противниками абортов и в конце XX — начале XXI века. Эта тема вызвала политические дискуссии в разных странах, особенно в США, по вопросу разрешения либо запрета абортов вообще и в случае беременности от изнасилования в частности.
В 1972 году врач и активный противник абортов Фред Мекленбург (англ. Fred Mecklenburg) опубликовал статью, в которой утверждал, что при изнасиловании беременность наступает «крайне редко» и что из-за травмы изнасилованием овуляция у женщины не произойдёт даже в «подходящий» день. Эта статья стала популярной, и, как пишет Близ Бернард (Blythe Bernhard) в The Washington Post, «эта статья оказала влияния на два поколения противников абортов, дав им надежду найти медицинское обоснование для запрета любых абортов безо всякого исключения». Другой американский медик, акушер Джон Вильке (англ. John Willke), бывший президент пролайфистской общественной организации National Right to Life Committee, публиковал подобные утверждения с 1985 года. И в 2012 году он в интервью утверждал: «Это травматично — и женщина, надо сказать, в тот момент испытывает огромное нервное напряжение. Она испугана, стиснута и так далее. И сперма, если даже попадёт в её вагину, с меньшей вероятностью будет способна оплодотворить. Трубы спастические». Но эти утверждения оспариваются рядом профессоров гинекологии.
В книге, изданной группой Human Life International (выступающей за запрет абортов в любых случаях, включая изнасилования), утверждается, что в нескольких исследованиях, проведённых в 1970-х годах, было показано, что, по одним данным, всего лишь в 0,08 % случаев изнасилования возникает беременность, по другим данным — в 0,8 % случаев. Противоречащие этой версии статистические данные отвергаются потому, что якобы женщины, делающие аборт после изнасилований, почти всегда лгут.
Представитель штата Пенсильвания республиканец Стивен Френд (англ. Stephen Freind) в 1988 году говорил, что шанс забеременеть от изнасилования — «один из миллионов, миллионов и миллионов». Джеймс Леон Холмс (англ. James Leon Holmes) в 1980 году опубликовал письмо, в котором утверждал, что «беспокойство за жертв изнасилования — это просто отвлечение внимания, потому что зачатие при изнасиловании случается не чаще, чем снегопад в Майами». Потом он извинился за эти слова в 2003 году, когда был выдвинут на должность федерального судьи, и подтвердил в 2004 году. В 1995 году Генри Олдридж (англ. Henry Aldridge), член Палаты Представителей Северной Каролины, в ходе дискуссии об упразднении фонда штата, из которого оплачивалось проведение абортов малообеспеченными женщинами, отметил, что «факты говорят о том, что у изнасилованных людей — если они на самом деле были изнасилованы — соки не выделяются, функции организма не работают и они не беременеют. Медицинские авторитеты согласны с тем, что это бывает редко, если вообще бывает». В 1998 году сенатор штата Арканзас Фэй Бузмен (англ. Fay Boozman) проиграл выборы в Сенат США после того, как сказал, что вызванные страхом гормональные изменения делают маловероятной беременность потерпевшей от изнасилования. После он извинился и признал это ошибкой, однако полемика по этому поводу возобновилась в 1999 году, когда Бузмен был назначен тогдашним губернатором штата Майком Хакаби на должность директора Департамента здравоохранения Арканзаса (Arkansas Department of Health).

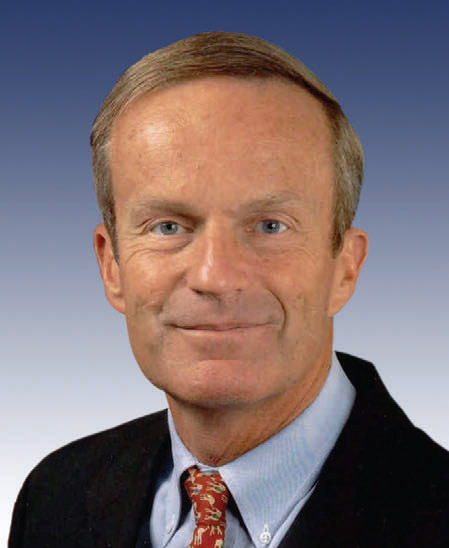
Тодд Акин

В 2012 году в штате Миссури на выборах в Сенат США один из кандидатов, депутат Палаты Представителей США республиканец Тодд Акин (англ. Todd Akin), по поводу разрешения аборта потерпевшим от изнасилования высказал: «Насколько я понял врачей, это действительно редкость. Если это неподдельное изнасилование, женское тело способно всё полностью прекратить». Это высказывание вызвало обширную критику, и потом Акин извинился за него, сказал, что он «оговорился». Но ряд известных людей и организаций, выступающих за запрет абортов, поддерживают это утверждение о том, что беременность от изнасилования маловероятна. Соцопрос, проведённый SurveyUSA через день после выступления Акина, показал, что среди взрослых жителей штата Миссури 76 % с Акином не согласны, 13 % согласны и 11 % не уверены (статистическая погрешность выборки ±3,8 %).

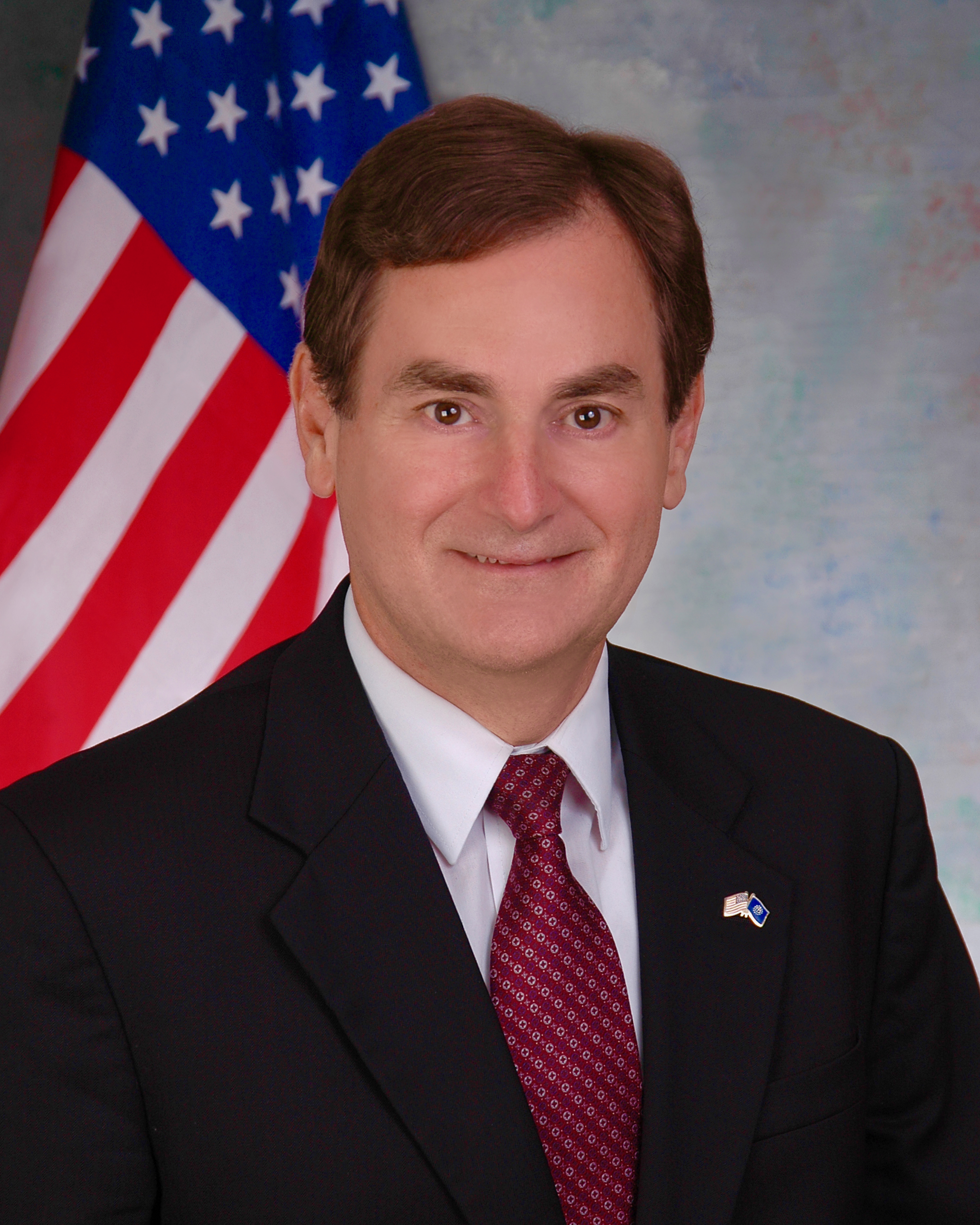
Ричард Мурдок

Ещё один республиканец — Ричард Мурдок (англ. Richard Mourdock) из штата Индиана — заявил, что любое зачатие ребёнка, даже при изнасиловании, является «божьим промыслом».
За пределами США группы противников абортов высказывают сходные утверждения. Так, британское Society for the Protection of Unborn Children считает, что беременность в результате изнасилования наступает «крайне редко», потому что «травма, наносимая изнасилованием, затрудняет оплодотворение или имплантацию». Ирландская группа Youth Defence писала на своём сайте, что «травма изнасилованием может запустить некоторые природные защитные механизмы, которые снижают вероятность беременности», но в 2012 году после скандала с Акином убрала это утверждение, написав, что теперь считает его «ненадёжным». Другая ирландская группа противников абортов — Precious Life — заявляет, что «травма от сексуального насилия, вероятно, ингибирует овуляцию» и что «беременность в результате изнасилования наступает в 0,1 % случаев». Среди других общественных групп, придерживающихся подобных взглядов на вероятность наступления беременности в результате изнасилования, можно отметить австралийскую Pro-Life Victoria . Австрийская группа «Молодые за жизнь» (нем. Jugend für das Leben) пишет, что «беременности после изнасилований бывают крайне редко», потому что «защитные механизмы» при стрессе от изнасилования «почти всегда предотвращают зачатие».

## Отражение в кинематографе
- Х/ф. «Убийственное лето» (1983)
- Х/ф. «И черепахи могут летать» (2004)
- Х/ф. «Грбавица» (2006)
- Х/ф. «В краю крови и мёда» (2012)
- Оливия Бенсон
- Сериал «Большая маленькая ложь» (2017-2019)

## Пояснения
1. ↑  англ. at least some justices
2. ↑  англ. there is a high conception rate in rape, where hormonal release, due to fear or anger, could produce reflex ovulation
3. ↑  англ. proposed that rape may induce ovulation in human females
4. ↑  англ. cues of high fecundity
5. ↑  англ. analysis of conception rates reveals that the probability of conception following rape does not differ from that following consensual coitus
6. ↑  англ. The law of evidence in all sexual crimes required either self-confession or the testimony of four upright (salah) Muslim males. In the case of a man, self-confession involved a verbal confession. For women however medical examinations and pregnancy arising from rape were admissible as proof of self-guilt.
7. ↑  англ. That article has influenced two generations of anti-abortion activists with the hope to build a medical case to ban all abortions without any exception.
8. ↑  англ. This is a traumatic thing – she's, shall we say, she's uptight. She is frightened, tight, and so on. And sperm, if deposited in her vagina, are less likely to be able to fertilize. The tubes are spastic.
9. ↑  англ. concern for rape victims is a red herring because conceptions from rape occur with approximately the same frequency as snowfall in Miami
10. ↑  англ. The facts show that people who are raped – who are truly raped – the juices don't flow, the body functions don't work and they don't get pregnant. Medical authorities agree that this is a rarity, if ever.
11. ↑  англ. I understand from doctors, that's really rare. If it's a legitimate rape, the female body has ways to try to shut that whole thing down.
12. ↑  англ. trauma of being raped makes it difficult for fertilisation or implantation to occur
13. ↑  англ. trauma from the rape may bring into play some natural defence mechanisms that reduce the likelihood of pregnancy
14. ↑  англ. unreliable
15. ↑  англ. the trauma of sexual assault is likely to inhibit ovulation
16. ↑  англ. the rate of pregnancy arising from sexual assault is 0.1%